# Max Stähelin-Maeglin

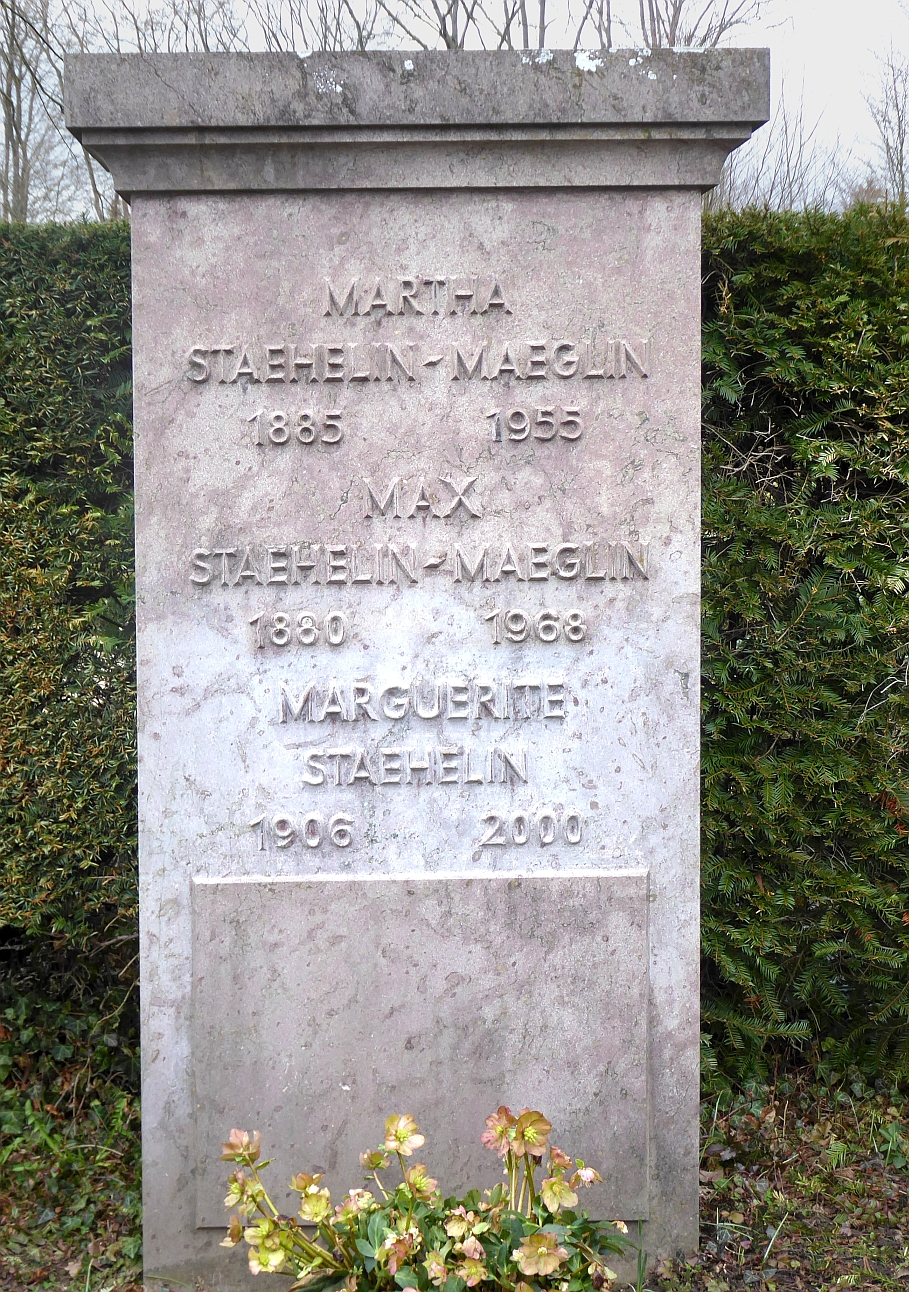
Tumba en el cementerio de Hörnli, Riehen, Basel-Stadt.

Max Stähelin-Maeglin (también escrito Staehelin; 18 de febrero de 1880, Basilea - 3 de agosto de 1968, ibid) fue un abogado comercial suizo y sobreviviente del hundimiento del Titanic.

## Vida
En 1907 Stähelin-Maeglin se convirtió en director de la suiza Treuhandgesellschaft, una subsidiaria de Swiss Bank Corporation (actualmente, UBS). El 22 de marzo de 1906 se casó con Anna Martha Maeglin (1885-1955) y tuvieron dos hijos, Martha Marguerite (31 de diciembre de 1906; de casada, Burckhardt) y Max (1909). Era nieto del clérigo y profesor Immanuel Stockmeyer.
En 1912, Stähelin-Maeglin tuvo que ir a la ciudad de Nueva York por negocios porque una empresa suiza de bordado, Arnold B. Heine & Co., estaba en dificultades financieras y buscaba subvenciones. Para comprobarlo, Stähelin-Maeglin viajó a Estados Unidos a bordo del Titanic. Se alojó en primera clase, en el camarote B-50.
Stähelin-Maeglin pronto se hizo amigo de los pasajeros también suizos, Maximilian Frölicher-Stehli y Alfons Simonius-Blumer. Los tres se sentaron la noche del 14 de abril de 1912 en la sala de fumadores y jugaron a las cartas hasta las 23:30 horas, cuando se dirigieron a sus camarotes. Estaba a punto de desvestirse cuando se produjo el choque con el iceberg. Sintió como un empujón y salió a preguntar a un mayordomo, que le dijo que no era nada. Aun así, subió a cubierta. Tanto Stähelin-Maeglin como Simonius-Blumer escaparon en el bote salvavidas 3; Frölicher-Stehli encontró un lugar en el bote 5.
Después de llegar a Nueva York, Stähelin-Maeglin visitó Heine Co. y regresó el 7 de mayo a Europa a bordo del Deutschland.
En 1928, Stähelin-Maeglin se convirtió en presidente de la Asociación de Bancos Suizos, sucediendo a Léopold Dubois. Sirvió hasta 1944, cuando fue nombrado presidente del Grupo Ciba (actual Novartis). Stähelin-Maeglin trabajó en esta función hasta 1956 cuando se jubiló.
Su esposa Martha había muerto en octubre de 1955; El propio Max Stähelin-Maeglin murió 13 años después, el 3 de agosto de 1968. Fue enterrado el 7 de agosto de 1968 en Basilea.